# Tramlijn Drunen - Besoijen
De tramlijn Drunen - Besoijen is een voormalige streektramlijn in de provincie Noord-Brabant van de Hollandsche Buurtspoorwegen (S.A. Vicinaux Hollandais). De tramlijn, die geopend is op 1 mei 1897 tussen Drunen en Baardwijk en op 17 november 1902 tussen Baardwijk en Besoijen, takte in Drunen af van de tramlijn 's-Hertogenbosch - Heusden en liep naar het dorp Besoijen, waar aansluiting was op de tramlijn Tilburg - Waalwijk.
Vanaf 1926 namen autobusdiensten de dienstregeling gaandeweg over en de ritten werden beperkt tot slechts enkele trams per dag, om het vervoer op piektijden op te vangen. In 1936, na de fusie tot de Brabantsche Buurtspoorwegen en Autodiensten, werden de tramlijnen van de Hollandsche Buurtspoorwegen definitief gesloten.